# Yahya ibn al-Hakam al-Bakri al-Jayyani
Yaḥyā ibn al-Ḥakam al-Bakrī al-Jayyānī (in arabo يحيى ﺑﻦ ﺍﻟﺤﻜﻢ ﺍﻟﺒﻜﺮﻱ ﺍﻟﺠﻴﺎﻧﻲ‎?; Jaén, prima del 790 – ...) è stato un poeta e diplomatico arabo di al-Andalus.
Yaḥyā b. al-Ḥakam al-Bakrī al-Jayyānī, soprannominato al-Ghazāl (in arabo الغزال‎?, "Gazzella") per la sua avvenenza, fu un poeta e un diplomatico al servizio dell'Emiro omayyade di Cordova ʿAbd al-Raḥmān II (788 – 852), per conto del quale avrebbe effettuato un avventuroso viaggio verso i Paesi scandinavi per trattare con i Vichinghi che avevano invaso al-Andalus nell'844, risalendo il Guadalquivir, sottoponendo a duro saccheggio Lisbona, Cadice, Medina-Sidonia e la stessa città di Siviglia.

## Diplomatico e viaggiatore

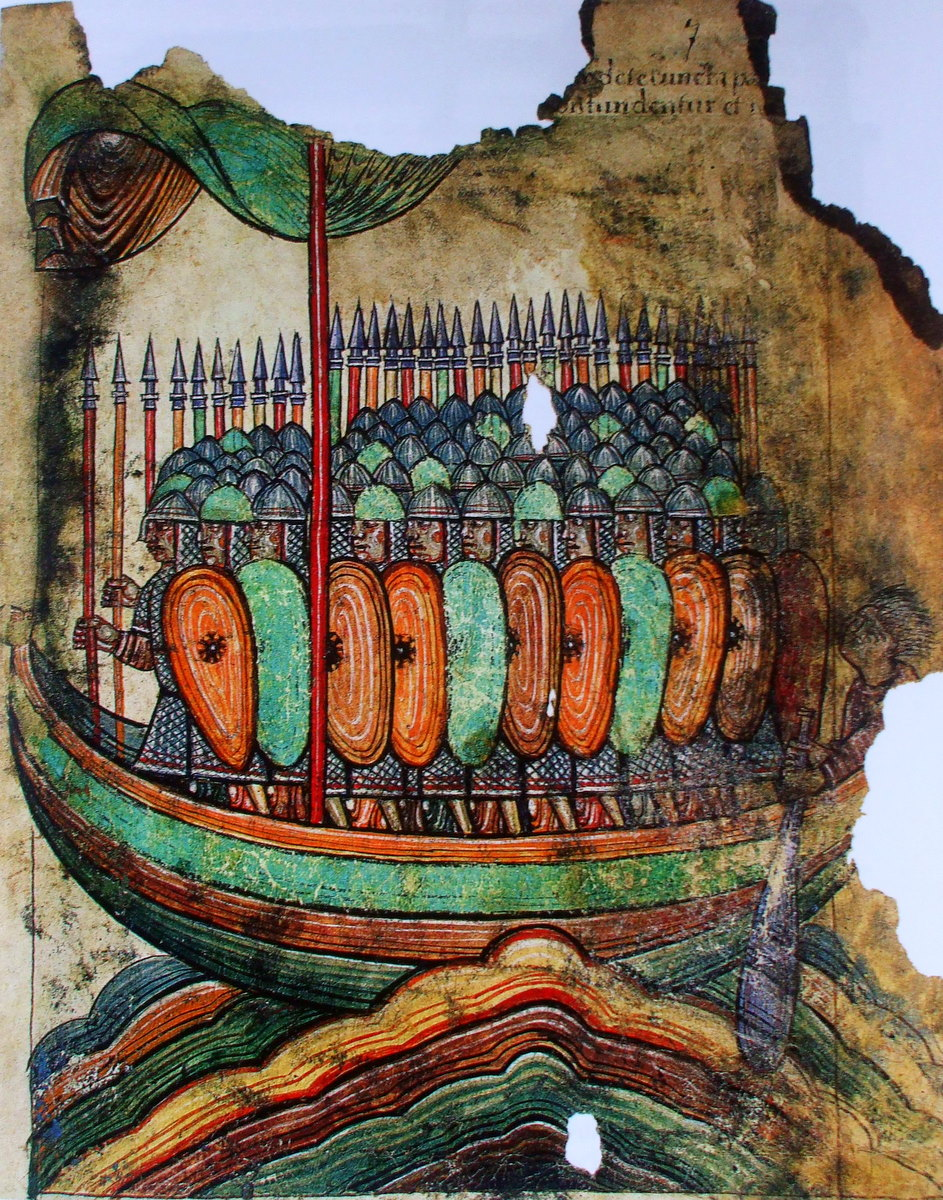
Vichinghi in armi su un drakkar. 1100 ca.

Nell'845, ʿAbd al-Raḥmān II avrebbe inviato una sua ambasceria presso "il re dei Majūs". Non si è certi se l'episodio sia storicamente fondato o se, come pensa A. Huici Miranda nel lemma a lui dedicato sulla Encyclopaedia of Islam, si tratti di un'invenzione del cronista musulmano Ibn Diḥya. Non si sa neppure, dando per veritiero il racconto, di quale sovrano si trattasse, perché potrebbe essersi trattato di re Horik II, che regnò in Danimarca nella sua corte di Hleiðra tra l'854 e l'860 circa o, forse, di Turgeis di Dublino (Irlanda).
A guidare la delegazione sarebbe stato chiamato il cinquantenne poeta Yaḥyā b. al-Ḥakam al-Bakrī, che aveva già condotto un'ambasceria (questa senz'altro documentata) non meno importante presso la corte bizantina a Costantinopoli nell'840, per rinsaldare i legami reciproci in funzione anti-abbaside e anti-carolingia.
Il viaggio, effettuato via mare, di conserva con un knarr (o knörr), a bordo del quale si trovava il rappresentante del re dei Vichinghi, durò nove mesi. Yaḥyā al-Ghazāl fece vela verso una vasta isola "a tre giorni di distanza dalla terraferma" (la Britannia, o Brittania): dunque a circa 300 miglia nautiche.

Al-Ghazāl ne descrisse sommariamente commerci, agricoltura e usi e rimase assai colpito dal fatto che la moglie del sovrano, Nūd, che aveva ricevuto dal musulmano grandi galanterie per la sua bellezza senza pari, gli rivelasse di essere attirata sessualmente da lui e che al re suo marito la questione non provocasse alcuna gelosia.

A completare la meraviglia di al-Ghazāl si aggiunse il fatto che le donne dei Majūs erano libere di cambiare marito a loro piacimento, quando se ne fossero stancate.
Complessivamente la missione di al-Ghazāl durò, secondo il racconto di Ibn Diḥya, venti mesi circa. Un'esperienza che raramente fu fatta nei "Paesi degli Ifranj" dai musulmani del periodo alto-medievale e persino moderno, condannando a un'approssimativa conoscenza dell'Europa non-bizantina la cultura islamica fino all'età contemporanea.